# Boundary Pass
Boundary Pass är ett sund på gränsen mellan provinsen British Columbia i Kanada och delstaten Washington i USA. Det förbinder Haro Strait i sydväst med Georgiasundet i nordost.